# 小高スマートインターチェンジ
小高スマートインターチェンジ（おだかスマートインターチェンジ）は、福島県南相馬市に建設中の常磐自動車道のスマートインターチェンジである。名称は仮称である。

## 概要
本線直結型で建設され、利用可能車種はETC搭載の全車種で24時間運用、上下線ともに出入可となる予定。

## 道路
- E6 常磐自動車道

## 沿革
- 2019年（令和元年）9月27日 : 国土交通省より連結許可[1]。

## 隣
E6 常磐自動車道
(21)浪江IC - 小高スマートIC（事業中） - (22)南相馬IC